# Ananda Purnima
Ananda Purnima is de dag van de volle maan in de maand mei. Het is een grote feestdag voor de leden van de sociaal-spirituele organisatie Ananda Marga, omdat op deze dag hun leermeester Shrii Shrii Anandamurti werd geboren (1921). Gautama de Boeddha werd ook tijdens de volle maan in mei geboren, dus is het ook een feestdag voor de Boeddhisten (Vesakha Puja). Ananda Marga heeft nog diverse andere specifieke feestdagen, maar viert ook Diipa'valii en Nieuwjaarsdag.